# Saad Ben Cheffaj
 (avril 2015).

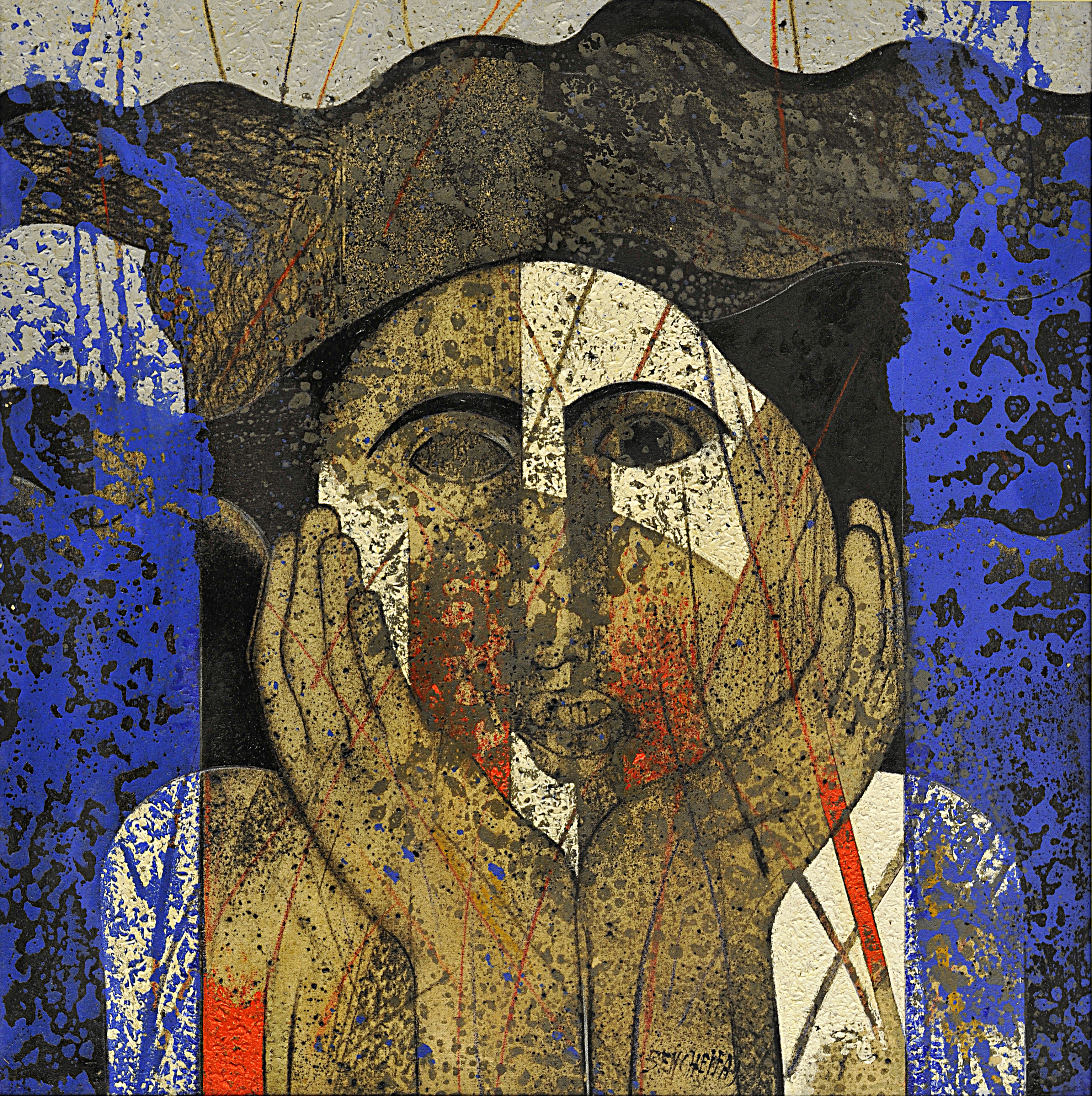
Huile sur toile.

Saad Ben Sefach (en arabe : سعد بن سفاج), né le 16 janvier 1939 à Tétouan,,, est un artiste peintre marocain qui vit et travaille à Tétouan.

## Biographie
Saad Ben Cheffaj est l'un des premiers artistes marocains à avoir reçu une formation académique en peinture. En 1957, il commence ses études à l’École des Beaux-Arts de Séville, en Espagne. Il poursuit ensuite ses études d’histoire de l’art à l’École du Louvre à Paris, ce qui enrichit considérablement sa perspective artistique. En 1962, Ben Cheffaj retourne en Espagne pour obtenir son diplôme de professeur à l’École supérieure des Beaux-Arts Santa Isabel de Hungria à Séville.
De retour au Maroc en 1965, il commence à enseigner l’histoire de l’art, le dessin et la peinture à l’École des Beaux-Arts de Tétouan. Sa carrière artistique débute avec sa première exposition en 1956, et il n’a cessé de peindre depuis. Son œuvre traverse plusieurs périodes artistiques, allant de la figuration à l'expressionnisme, en passant par le néoréalisme et l'abstraction.
Sa période récente est caractérisée par une peinture terreuse à l’éclat sombre. Ses travaux actuels se distinguent par une approche expressionniste, mettant en avant des personnages, principalement féminins, qui dégagent une vertu énigmatique. Ces personnages communiquent une impression de vie d’une grande intensité, ce qui marque une évolution significative dans son style et sa technique.

## Expositions
Saad Ben Cheffaj a exposé plusieurs fois au Maroc et à l'étranger.

### Principales expositions personnelles
- 1958, Salle de l'hôtel de ville, Agadir, Maroc
- 1959, Bibliothèque française, Tétouan, Maroc
- 1964, Ecole supérieure des Beaux-Arts, Séville, Espagne
- 1965, Faculté des lettres, Séville, Espagne
- 1969, Hôtel Tour Hassan, Rabat, Maroc
- 1970, Hôtel Hilton, Rabat, Maroc
- 1973, Café-théâtre municipal, Casablanca, Maroc
- 1977, Galerie Structure B.S, Rabat, Maroc
- 1977, Galerie Nadar, Casablanca, Maroc
- 1977, Galerie El Mouggar, Alger, Algérie
- 1977, Galerie Yahya, Tunis, Tunisie
- 1991, Galerie Jan El Jalili, Séville, Espagne
- 1991, Point zéro, Galerie Alif-Ba, Casablanca, Maroc
- 1991, Musée des Oudayas, Rabat, Maroc
- 1991, Galerie Ispahan, Madrid, Espagne
- 1991, Fondation Joan Miró, Barcelone, Espagne
- 1991, Galerie l'atelier, Rabat, Maroc
- 2003, Galerie Puerto Banus, Marbella, Espagne
- 2006, Galerie Venise Cadre, Casablanca, Maroc
- 2010, Galerie d'art L'Atelier 21, Casablanca, Maroc
- 2012, Galerie d'art L'Atelier 21, Casablanca, Maroc

### Principales exposition collectives
- 1960, 2e Biennale de Paris, France
- 1960, Trois peintres, Salle Bertuchi, Tétouan, Maroc
- 1960, 2e Biennale d’Alexandrie, Egypte
- 1965, École supérieure des Beaux-Arts de Séville, Espagne
- 1967, Des peintres tétouanais, Consulat d’Espagne, Tétouan, Maroc
- 1982, Galerie Alif Ba, Casablanca, Maroc
- 1982, 10 ans à l’atelier, Galerie Nationale Bab Rouah, Rabat, Maroc
- 1982, 2e Biennale arabe, Rabat, Maroc
- 1982, L’art marocain dans les collections privées, Galerie Nadar, Casablanca, Maroc
- 1982, 1re Biennale arabe, Bagdad, Irak
- 1983, Trois peintres, Grenade, Espagne
- 1985, 19 peintres marocains, Musée des arts contemporains, Grenoble, France
- 1985, Musée des arts africains et océaniens, Paris, France
- 1986, Peintures marocaines d’aujourd’hui, Lisbonne, Portugal
- 1987, Six peintres marocains, Galerie Métropolitana, Sao Paulo, Brésil
- 1989, Peintures marocaines, Galerie Bab Rouah, Rabat, Maroc
- 1989, Peintures marocaines, Centre culturel Conde Duque, Madrid, Espagne
- 1989, Rencontres hispano-arabe, Almuñecar, Espagne
- 1989, 29 peintres du Maroc, Centre national de la culture, Le Caire, Egypte
- 1990, Cinq peintres, Galerie les Jardins des Arts, Marrakech, Maroc
- 1992, Galerie Bab Rouah, Rabat, Maroc
- 1994, Trois maîtres de la peinture contemporaine : Meki Megara, Ahmed Ben Yessef, Saad Ben Cheffah, galerie d'arts Flandria, Tanger, Maroc[4]
- 1997, Espace Actua, Casablanca, Maroc
- 1999, Les peintres de Tétouan, Musée Pedro de Osma, Lima, Pérou
- 1999, Trois peintres, Galerie Al Wacety, Casablanca, Maroc
- 2004, Peintres marocains formés en Espagne, Institut Cervantes, Tétouan, Tanger, Rabat, Fès, Casablanca, Maroc
- 2004, Art contemporain du Maroc, Parlement de la Communauté française, Bruxelles, Belgique
- 2004, 8 peintres de Tétouan, Musée de Almeria, Espagne
- 2005, Hommage à Mariano Bertuchi, Asilah, Maroc
- 2006, Peintres du nord, Galerie Lineart, Tanger, Maroc
- 2007, Quatre peintres marocains, Musée de Ceuta, Espagne
- 2008, Trois maîtres de la peinture, Galerie Dar d'art, Tanger, Maroc
- 2010, Marrakech Art Fair, Maroc
- 2011, Foire Art Dubaï, Émirats Arabes Unis
- 2011, Marrakech Art Fair, Maroc
- 2012, Lignes sans brides, Galerie d'art L'Atelier 21, Casablanca, Maroc
- 2012, Foire Art Dubaï, Émirats Arabes Unis
- 2014, Maroc contemporain, Institut du Monde Arabe, Paris, France
- 2014, 1914-2014: 100 ans de création, Musée Mohammed VI d'art moderne et contemporain, Rabat, Maroc
- 2014, Special Flag, Galerie d'art L'Atelier 21, Casablanca, Maroc
- 2014, Foire Art Dubaï, Émirats Arabes Unis
- 2015, Moroccan Touch, Galerie d'art L'Atelier 21, Casablanca, Maroc